# Sheppard Nunatak
Sheppard Nunatak är en nunatak i Antarktis. Den ligger i Västantarktis. Argentina, Chile och Storbritannien gör anspråk på området. Toppen på Sheppard Nunatak är 60 meter över havet.
Terrängen runt Sheppard Nunatak är kuperad västerut, men åt sydost är den platt. Havet är nära Sheppard Nunatak åt nordost. Trakten är glest befolkad. Närmaste befolkade plats är Esperanza Base, 4,0 kilometer söder om Sheppard Nunatak.